# NGC 1970
NGC 1970 je emisijska maglica s otvorenim skupom u zviježđu Zlatnoj ribi. 

## Vanjske poveznice
- SEDS: NGC 1970